# Фруши, Луиджи
Луиджи Фруши (итал. Luigi Frusci; 16 июня 1879, Веноза, Базиликата — 1949, Веноза, Базиликата) — итальянский генерал-лейтенант времён Второй мировой войны.

## Биография
Луиджи Фруши родился в 1879 году в Венозе.
В апреле 1936 года во время второй итало-эфиопской войны командовал центральной колонной Южного фронта (командующий фронтом — Родольфо Грациани).
В 1936—1937 годах был заместителем командующего «Корпуса итальянских добровольцев» в гражданской войне в Испании, а в 1937—1938 годах командовал там 20-й итальянской дивизией «Фриули».
В 1938—1939 годах командовал 20-м корпусом в Ливии, в 1939 году был назначен губернатором провинции Амхара в Итальянской Восточной Африке, в 1940 году стал губернатором Эритреи.
С вступлением Италии во Вторую мировую войну в середине 1940 года войска под командованием Фруши вторглись из Эритреи в контролируемый британцами Судан и захватили приграничные города. Когда в январе 1941 года британцы перешли в контрнаступление, войска Фруши приняли участие в основных сражениях Восточноафриканской компании. После падения Эритреи Луиджи Фруши попал в плен.